# Dzsúnigacu no Love Songs: Complete Box
A Dzsúnigacu no Love Songs: Complete Box Gackt japán énekes válogatásalbuma, mely 2006. december 13-án jelent meg a Nippon Crown kiadónál. A korábban megjelent Dzsúnigacu no Love Song című dal kilenc verzióban hallható rajta, közte egy kínai nyelvű duett Wang Lee-hommal. 55. helyezett volt az Oricon slágerlistáján.

## Számlista
| #  | Cím                                                                                                 | Hossz |
| -- | --------------------------------------------------------------------------------------------------- | ----- |
| 1. | Dzsúnigacu no Love Song (12月のLove song; Hepburn: Jūnigatsu no Love Song) (japán verzió, 2004)     | 5:22  |
| 2. | December Love (angol nyelvű, új felvétel)                                                           | 5:21  |
| 3. | Si'er jüe tö csinggo (十二月的情歌, Shí'èr yuè de qínggē) (kínai verzió ft. Leehom Wang)            | 6:57  |
| 4. | 12vol onu szarangnore (12월, 어느 사랑노래, 12wol Eoneu Sarangnorae) (koreai nyelvű)                | 5:19  |
| 5. | December Love Song (koreai nyelvű, ft. DJ Iso)                                                      | 5:25  |
| 6. | Dzsúnigacu no Love Song (12月のLove song; Hepburn: Jūnigatsu no Love Song) (japán nyelvű, kórussal) | 5:21  |
| 7. | December Love (kórussal)                                                                            | 5:20  |
| 8. | Si'er jüe tö csinggo (十二月的情歌, Shí'èr yuè de qínggē) (kínai nyelvű, kórussal)                  | 6:57  |
| 9. | December Love Song (koreai nyelvű, kórussal)                                                        | 5:15  |